# 엘런 존슨설리프
엘런 존슨설리프(Ellen Johnson-Sirleaf, 1938년 10월 29일~)는 제24대 라이베리아의 대통령으로, 아프리카의 첫 여성 대통령이다. 부통령은 조지프 보아카이이다.

## 인물
골라족 아버지와 크루족-독일인 혼혈 어머니에게서 태어났다. 미국인 조상이 없었음에도 불구하고 존슨 설리프의 가족은 아메리코 라이베리안(미국 해방 노예 출신자가 주도한 과거 라이베리아의 소수 기득권) 정체성을 상당히 가지고 있었다. 그녀의 아버지 자말 존슨은 원주민 출신이었으나 아메리코 라이베리안 가정에서 자랐고, 그 성씨도 라이베리아의 제11대 대통령 힐러리 R. W. 존슨에서 따온 것으로 이후 원주민 출신으로서는 최초로 라이베리아 국회의원이 되기까지 한 인물이다. 그의 어머니 역시 가난한 가정에서 태어났으나 몬로비아의 부유한 아메리코 라이베리안 가정에 입양되었다.
1961년 미국으로 건너가 매디슨 비즈니스 대학에서 경영 관리학을 전공했고 콜로라도 주립 대학교에서 졸업장을, 그리고 하버드 대학교에서 국정 박사학위를 받은 바 있다. 라이베리아로 귀국함과 동시에 그 당시 윌리엄 톨버트 대통령 아래 1979년에 재정부 차관이 됨으로써, 존슨-설리프는 정치에 첫 발을 딛였다.
강철 같은 의지와 결단 때문에 '철의 여인'으로 불리는 존슨-설리프는 미국 하버드 대학에서 석사학위를 받은 경제 전문가다. 재무장관을 역임하고 1970년대 말 유엔 개발 프로그램의 아프리카 담당 재정국장, 세계은행 근무 경력이 있다.
1980년대 새뮤얼 도 군사정권에 반대하다 투옥됐고, 1990년대 찰스 테일러 군사정권으로부터도 핍박 받아 두 차례 해외 망명을 겪은 민주 투사이기도 하다. 1997년 망명에서 돌아온 뒤 부패와의 전쟁에 투신했고 테일러와 대선에서 맞붙어 2위를 차지한 바 있다. 또한 2003년 국가개혁위원회 위원장을 맡았다. 부패에 대한 과도 정부의 무능을 비판하며 대선에 출마했다. 라이베리아 2005년 대통령 선거에서 전직 축구 선수였던 조지 웨아를 누르고 대통령에 당선되었고 2006년 1월 16일부터는 공식적으로 대통령이 되었으나 2018년 1월 22일에 조지 웨아한테 이양하고 대통령직에서 퇴임하였다.
2011년에는 라이베리아의 리마 보위, 예멘의 타우왁쿨 카르만과 함께 노벨 평화상 공동 수상자로 선정되었다.
2021년 12월 Ellen Sirleaf의 아들 중 하나인 James Sirleaf가 알 수 없는 상황에서 라이베리아의 자택에서 사망했다.

## 역대 선거 결과
| 선거명      | 직책명              | 대수 | 정당              | 1차 득표율 | 1차 득표수 | 2차 득표율 | 2차 득표수 | 결과 | 당락 |
| ----------- | ------------------- | ---- | ----------------- | ---------- | ---------- | ---------- | ---------- | ---- | ---- |
| 1985년 선거 | 라이베리아의 부통령 | 26대 | 라이베리아 행동당 | 26.46%     | 137,270표  |            |            | 2위  | 낙선 |
| 1997년 선거 | 라이베리아의 대통령 | 22대 | 통일당            | 9.58%      | 59,557표   |            |            | 2위  | 낙선 |
| 2005년 선거 | 라이베리아의 대통령 | 24대 | 통일당            | 19.75%     | 192,326표  | 59.40%     | 478,526표  | 1위  |      |
| 2011년 선거 | 라이베리아의 대통령 | 24대 | 통일당            | 43.93%     | 530,020표  | 90.71%     | 607,618표  | 1위  |      |

## 같이 보기
- 여자 노벨상 수상자 목록